# 石头镇 (庐江县)
石头镇，是中华人民共和国安徽省合肥市庐江县下辖的一个乡镇级行政单位。

## 行政区划
石头镇下辖以下地区：
石头社区、黄蜀山村、芮岗村、邱岗村、三拐村、笏山村、望城村和同心村。